# Admiral Kornilow
Die Admiral Kornilow (russisch Адмирал Корнилов) war ein Geschützter Kreuzer der Kaiserlich Russischen Marine, der von 1888 bis 1911 in Dienst stand.

## Allgemeines
Die spätere Admiral Kornilow wurde am 12. November 1885 bei der Ateliers et Chantiers de la Loire in Saint-Nazaire auf Kiel gelegt. Der Stapellauf erfolgte am 9. April 1887 und die Indienststellung im September 1888.
Mit 112,16 m Länge, 14,8 m Breite und 7,8 m Tiefgang verdrängte das Schiff im leeren Zustand 4.950 ts und voll ausgerüstet 5.863 ts. Die Bewaffnung bestand aus 14 × 152-mm-L/35-Geschützen, 6 × 3-Pfündern und 10 × 1-Pfündern sowie sechs 38-cm-Überwasser-Torpedorohren. Nach einem Umbau 1904/05 bestand die Hauptartillerie aus 10 × 152-mm-L/45-Kanonen. Die Deckpanzerung war 25–64 mm dick; am Gefechtsstand betrug die Panzerstärke 75 mm. Außerdem hatten die Lüftungs- und Rauchgasschächte der Maschinen- und Kesselräume Panzerplatten mit Dicken von 76 bis 114 mm. Mit acht Zylinderkesseln und zwei stehenden 3-fach-Expansions-Dampfmaschinen ergab die Maschinenanlage 5.977 PSi und eine Höchstgeschwindigkeit von 17,6 Knoten. Die Bunkerkapazität betrug 1.000 t Kohle. Die Besatzung zählte 479 Mann.
Der Kreuzer diente sowohl in der Ostsee wie auch im Pazifik, war ab 1908 Torpedoschulschiff und wurde 1911 außer Dienst gestellt.
In den 1950er Jahren war ein Kreuzer der Swerdlow-Klasse mit gleichem Namen geplant und auf Kiel gelegt worden. Die Fertigstellung wurde jedoch abgebrochen, das Schiff wurde, weil im Bau zu weit fortgeschritten, als Wohnschiff genutzt.